# Distretto di Nadvirna
Il distretto di Nadvirna (in ucraino Надвірнянський район?, Nadvirnjans'kyj rajon) è un distretto nell'oblast' di Ivano-Frankivs'k in Ucraina. Il suo centro amministrativo è la città di Nadvirna. Ha una popolazione di 129 928 abitanti.
Il 18 luglio 2020, come parte della riforma amministrativa dell'Ucraina, il numero di distretti dell'oblast' di Ivano-Frankivs'k è stato ridotto a sei e l'area del distretto di Nadvirna è stata notevolmente ampliata.